# Adalbert Endert

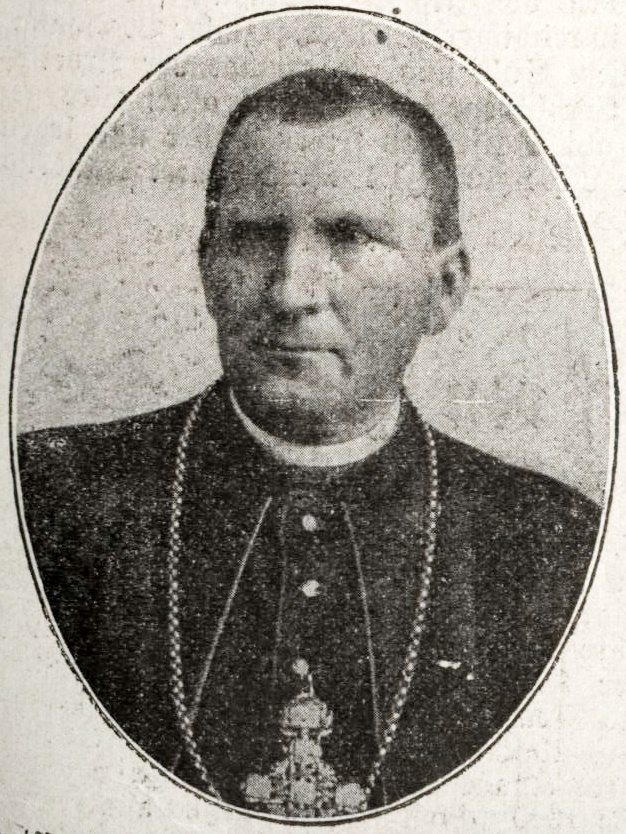
Bischof Adalbert Endert

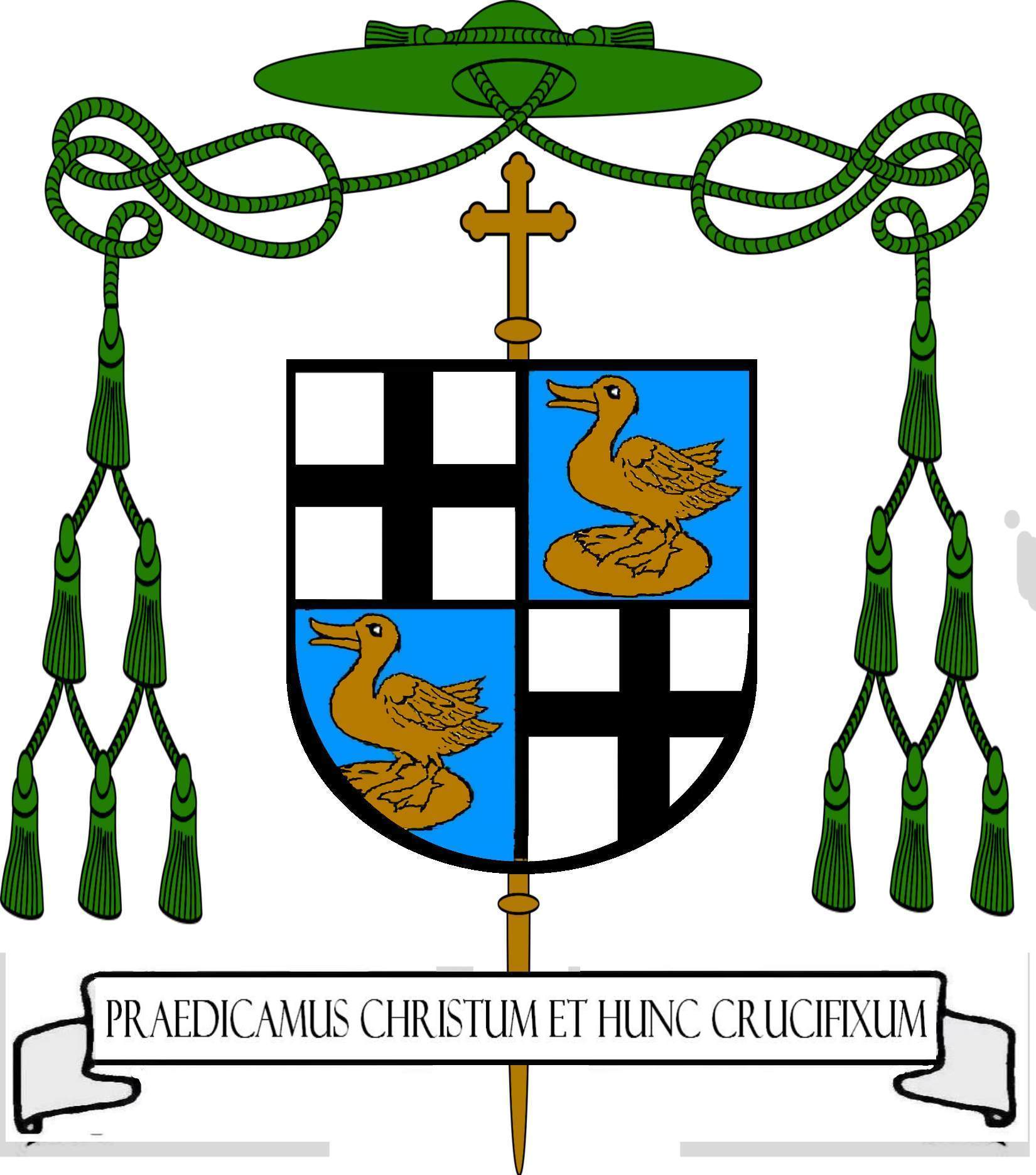
Wappen des Bischofs von Fulda von 1898 bis 1906

Adalbert Endert (* 22. Dezember 1850 in Setzelbach bei Rasdorf, Hessen; † 20. Juli 1906 in Fulda) war von 1898 bis 1906 Bischof von Fulda.

## Leben
Nach dem frühen Tod des Vaters wuchs Adalbert Endert bei seiner Mutter auf. Er absolvierte das Knabenkonvikt und studierte anschließend im Fuldaer Priesterseminar.
Am 6. April 1873 weihte ihn Bischof Christoph Florentius Kött zum Priester. Danach war Endert zunächst dritter Stadtkaplan in Fulda. Am 18. Juli 1898 wählte das Fuldaer Domkapitel ihn zum neuen Bischof. Die Bischofsweihe spendete ihm am 28. Oktober 1898 der damalige Bischof von Breslau und ehemalige Bischof von Fulda, Georg von Kopp. Mitkonsekratoren waren Paul Leopold Haffner (Bischof von Mainz) und Dominikus (Martin Karl) Willi (Bischof von Limburg).
Am 1. Februar 1906 verlieh ihm die Theologische Fakultät der Albert-Ludwigs-Universität Freiburg die Ehrendoktorwürde.

## Bischofswappen
Der Wappenschild geteilt zeigt in Feld 1 und 4 in Silber/Weiß ein schwarzes Balkenkreuz, das Wappen des Bistums Fulda (Fürstabtei Fulda), in Feld 2 und 3 in Blau eine goldene Ente in goldenem Tümpel.
Hinter dem Schild stehend das Bischofskreuz, darüber der grüne Galero (Bischofshut) mit den jeweils sechs herunterhängenden grünen Quasten (fiocchi).
Sein Wahlspruch Praedicamus Christum et hunc Crucifixum (Wir predigen Christus als den Gekreuzigten) entstammt dem 1. Brief des Paulus an die Korinther (1 Kor 1,23 ).